# 汪金福
汪金福（1964年11月—），男，中共党员，高级编辑，现任新华社亚太总分社社长。

## 生平
先后毕业于安徽师范大学政教系、中国新闻学院研究生院。1990年7月进入新华社工作，历任新华社国内部记者，新华每日电讯副主编，新华社国内部时政记者、主任记者。1999年4月，任新华社香港分社中文部副主任、发稿人。2001年7月，任新华社国内部新华视点采编室副主任、终审发稿人、高级编辑。2009年6月，任新华社国内部新华视点采编辑室主任、终审发稿人。2014年6月，任新华社国内部编委、新华视点采编室主任。
2014年8月，任新华网党组成员；同年9月，任新华网第二届董事会董事兼副总裁。2017年8月，因工作调动，辞去新华网董事、副总裁职务。2022年，任新华社总编室副主任兼全媒体中心主任、新华社亚太总分社社长。